# Andrés Silvera
Néstor Andrés Silvera (* 14. März 1977 in Comodoro Rivadavia) ist ein ehemaliger argentinischer Fußballspieler auf der Position des Stürmers.

## Karriere
Andrés Silvera begann seine Karriere im Jahr 1994 beim Stadtverein CAI Comodoro Rivadavia. Dort spielte er für drei Jahre in unteren Ligen, bis er 1997 zum Club Atlético Huracán in die Primera División wechselte. Schon nach einer Saison wechselte Silvera zum Unión de Santa Fe.
Im Jahr 2001 unterschrieb er einen Vertrag beim Club Atlético Independiente, mit dem er 2002 sowohl die Clausura gewann als auch mit 16 Toren Torschützenkönig der Apertura war.
Zur Saison 2003 wurde er an den mexikanischen Erstligisten UANL Tigres verkauft. 2004 wurde er Torschützenkönig der Clausura. Mit Tigres gewann er sowohl 2005 als auch 2006 die InterLiga.
Im Jahr 2006 wechselte er wieder zurück nach Argentinien zum CA San Lorenzo de Almagro, mit dem er 2007 die Clausura gewann.
Im Jahr 2009 wechselte er zurück zu CA Independiente. Dort trug er die Trikotnummer 11. 2011 wechselte er zu Belgrano, dann nach Benfield, 2014 beendete er seine aktive Laufbahn bei seinem alten Verein Comodoro Rivadavia.
Seit 2017 ist er als Assistenztrainer bei al-Hilal (Saudi-Arabien).

## Titel und Erfolge

### Mannschaftserfolge
- Meister der Torneo Apertura 2002 (mit CA Independiente)
- Meister der Torneo Clausura 2007 (mit CA San Lorenzo de Almagro)
- 2× Sieger der InterLiga: 2005, 2006 (mit UANL Tigres)

### Individuelle Erfolge
- Torschützenkönig der Torneo Apertura 2002 (16 Tore)